# Laguna Inferior
La laguna Inferior es una laguna costera en Oaxaca, México. La misma se localiza a 200 m s. n. m., abarca unas 27 000 hectáreas (270 km²).
Mientras que durante el verano, otoño e invierno la laguna funciona como un estuario, su salinidad y temperatura indican que durante la primavera funciona como un antiestuario. 
Las laguna inferior junto con el mar de Tilme y una barrera de arena separan a la laguna Superior de la influencia del Océano Pacífico. Un bajo reduce el intercambio con el pacífico. Los estudios de sedimentos realizados indica que en los últimos 7000 años una barrera de arena se desarrolló hacia el este a partir de la desembocadura del río Tehuantepec.
Forma parte del sistema de lagunas del istmo de Tehuantepec, junto con las lagunas Quirio, Occidental, Oriental y Superior. Tiene una superficie de 270 km².